# Белобережская Рудня
Белобережская Рудня (бел. Белабярэжская Рудня) — упразднённая деревня в Вербовичском сельсовете Наровлянского района Гомельской области Беларуси.
В связи с радиационным загрязнением после катастрофы на Чернобыльской АЭС жители (124 семьи) переселены в 1986 году в чистые места, преимущественно в деревню Скрыгалов Мозырского района.

## География

### Расположение
На территории Полесского радиационно-экологического заповедника.
В 15 км на юг от Наровли, 40 км от железнодорожной станции Ельск (на линии Калинковичи — Овруч), 196 км от Гомеля.

### Гидрография
На реке Словечна (приток реки Припять).

## Транспортная сеть
Транспортные связи по просёлочной, а затем автодороге Киров — Наровля. Планировка состоит из 2 параллельных между собой и ориентированных с юго-востока на северо-запад улиц, соединённых 2 переулками и пересекаемой короткой улицей. Застройка двусторонняя, преимущественно деревянная, усадебного типа.

## История
По письменным источникам известна с XVIII века как деревня в Мозырском повете Минского воеводства Великого княжества Литовского. После 2-го раздела Речи Посполитой (1793 год) в составе Российской империи. Работали мельница во владении А. Н. Кута и рудоплавильня, во владении помещика Бразина. В 1879 году упоминается в числе поселений Вербовичского церковного прихода. В начале XX века работала паровая мельница. В 1908 году в Наровлянской волости Речицкого уезда Минской губернии. В 1913 году открыта школа, которая размещалась в наёмном крестьянском доме, а в 1921 году жители на свои средства построили школьное здание.
В 1930 году организован колхоз «Белорусский боец», работала кузница. Во время Великой Отечественной войны действовала подпольная группа (руководитель Е. Малуха). 10 декабря 1942 года партизаны разгромили немецкий опорный пункт, который размещался в кирпичном здании школы. 57 жителей погибли на фронте. В 1986 году была центром колхоза «Восток». Действовали восьмилетняя школа, клуб, библиотека, фельдшерско-акушерский пункт, ветеринарный участок, детский сад, лесничество, швейная мастерская, отделение связи, магазин.

## Население

### Численность
- 1795 год — 8 дворов, 34 жителя.
- 1850 год — 48 жителей.
- 1897 год — 48 дворов, 335 жителей (согласно переписи).
- 1908 год — 62 двора, 518 жителей.
- 1959 год — 475 жителей (согласно переписи).
- 1986 год — 124 двора, 300 жителей.
- 1986 год — жители (124 семьи) переселены.

## Известные уроженцы
- А. Н. Кулаженко — Герой Социалистического Труда